# Museu Soulages
El Museu Soulages és un museu d'art contemporani francès situat a Rodés, a l'Aveyron, a Occitània.
Construït per exposar obres del pintor francès Pierre Soulages, acull també exposicions temporals d'altres artistes contemporanis. Va obtenir el segell Musée de France el 20 de desembre de 2005, fins i tot abans de posar-hi la primera pedra. Està construït a l'altiplà de Foirail, a les portes del centre històric de Rodés i de la catedral de Rodés. La inauguració va tenir lloc el 30 de maig de 2014 i comptar amb la presència del llavors president de la República, François Hollande.

## Història
La idea de construir un museu ve de Marc Censi, alcalde de la UMP de Rodés entre 1983 i 2008. La idea fou validada per l'artista per la proximitat de la ciutat rutena i el poble de Concas :
| « | J'ai accepté, car ce projet est lié à l'abbatiale de Conques, un lieu proche de Rodez, auquel je suis très attaché. Adolescent, j'ai tellement été bouleversé par la beauté de l'architecture de cette église que j'ai décidé de me consacrer à l'art. Lorsqu'on m'a demandé de réaliser ses vitraux, je n'ai pas hésité. Ce travail a occupé sept années de ma vie [entre 1987 et 1994]. La proposition, faite par Marc Censi, de montrer les maquettes qui ont conduit à leur fabrication m'a enthousiasmé. | » |

El museu no va rebre inicialment l'entusiasme general, i la proposta va generar polèmica i debat.: « Va tenir els seus defensors i els seus detractors. ” especifica Christian Teyssèdre, alcalde de Rodés l'any 2008. Molts es van preguntar com un municipi de 52 mil habitants, amb dos museus existents, podia finaçar-ne un tercer.
El juliol de 2006, i després de nombrosos estudis d'impacte econòmic i turístic, l'ajuntament de la comunitat d'aglomeracions del Gram Rodés va autoritzar la continuació del projecte, posant en marxa un concurs d'arquitectura. Amb un centenar de projectes arquitectònics d'arreu del món, l'equip de RCR Arquitectes, va ser el guanyador del concurs de direcció de projectes. El 2010 es va posar la primera pedra del projecte en presència de l'artista i de diversos polítics. Les crítiques fetes durant l'avantprojecte van anar desapareixent a mesura que avançava la construcció, tot i que hi havia dubtes sobre el seu pressupost de funcionament.

### Finançament
El cost de construcció del museu va ascendir a uns 25 milions d'euros. La Mancomunitat Urbana del Gran Rodez, administració que va assumir el cost de l'obra, el va pressupostar per 26 milions.
Actualment és un museu públic considerat un establiment públic de cooperació cultural, cofinançat per la mancomunitat de Grand Rodez, el Ministeri francès de Cultura i Comunicació, el Consell Regional d'Occitània i el Consell Departamental de l'Aveyron.
El 2014 el museu va tenir un pressupost d'1,2 milions d'euros, i uns 100.000 visitants. El 2019 va tenir 136.000 visitants.

### Arquitectura
El disseny arquitectònic del museu va ser encarregat a principis de 2008 a l'agència catalana RCR Arquitectes associada a Passelac & Roques Arquitectes,. L'edifici està construït al parc Foirail, a pocs centenars de metres del centre històric de la ciutat i de la catedral de Notre-Dame de Rodés. Dissenyat com " un museu en un jardí pren la forma d'un llarg sòcol del qual surten cinc volums d'acer Corten. Els arquitectes van aprofitar al màxim la seva ubicació en un terraplè i així van alliberar vistes del paisatge, l'altiplà de l'Aubrac, oferint així una reinterpretació contemporània de les fenestras de Rodez (petites places panoràmiques que voregen els bulevards del recorregut de la ciutat).
El museu no és monogràfic de Pierre Soulages, també disposa d'una sala de 500 metres quadrats on es realitzen exposicions temporals d'artistes moderns i contemporanis.